# BUBBLE-GUM MAGIC
「BUBBLE-GUM MAGIC」（バブル・ガム・マジック）は、KEYTALKの楽曲で、メジャー15枚目（通算18枚目）のシングル。2019年5月15日にVirgin Musicから発売された。

## 概要
前作『Cheers!』から約10ヶ月ぶりのシングル。表題曲の「BUBBLE-GUM MAGIC」は、テレビ朝日系の音楽番組『BREAK OUT』のオープニングテーマに起用されていた。
今作はレーベル移籍後初のシングルであり、一般流通盤である初回生産限定盤、通常盤に2形態に加え、KEYTALKモバイルサイトとUNIVERSAL MUSIC STORE限定の完全数量限定KEYTALK盤の武正盤/義勝盤/巨匠盤/八木盤の、6形態で発売。初回生産限定盤には、3月19日のアコースティックライブの音源が収録されており、付属の特典DVDにはライブ映像とオフショット映像が収録されている。

## 収録曲

### CD

#### 初回生産限定盤
1. BUBLE-GUM MAGIC
  - 作詞・作曲：首藤義勝
  - テレビ朝日系「BREAK OUT」オープニングテーマ
2. 海
  - 作詞・作曲：寺中友将
3. Acoustic Sessions 〜祭りやろう / happy end pop / その一歩～

#### 通常盤/完全数量限定KEYTALK盤
1. BUBLE-GUM MAGIC
2. 海

### DVD（初回生産限定盤のみ）
1. 「下北沢ガーデンでKEYTALKが弾き語ットーク」2019.3.19 at 下北沢GARDEN
  - ドキュメンタリー映像 & アコースティックライブ映像

## カバー
- Miracle - KEYTALKがプロデューサーを務めたオーディション番組『THE IDOL BAND BOY’S BATTLE』のファイナルバトルで演奏した（TBSにて2023年3月11日放送）[動画 1]。
- 梓川 - 2024年8月21日発売のカバーアルバム『Spray』に収録。レーベルはSHINSEKAI RECORD。

### 動画
1. ↑  THE K-POP (2023-03-04), ♬Miracle, Bubble-Gum Magic (원곡:KEYTALK) [THE IDOL BAND : BOY’S BATTLE FINAL] 2024年12月14日閲覧。